# Las Rozas de Valdearroyo
Las Rozas de Valdearroyo est une ville espagnole située dans la communauté autonome de Cantabrie.